# Estratocúmulus
Els estratocúmulus o stratocumulus (nom internacional en llatí) és un tipus de núvols baixos que formen masses globulars o acanalades. Tenen més extensió horitzontal que vertical, però conserven un cert gruix. No acostumen a produir precipitacions, i, si tenen lloc, sempre seran febles en forma de pluja, neu o neu granulada. Es poden presentar tant isolats com formant masses, en aquest darrer cas en formacions regulars, amb la base a una altura homogènia. Sovint els acanalats estan tan junts que formen masses nuvoloses contínues; en aquest cas sovint es confonen amb els núvols del tipus altocúmulus, tot i que aquests últims són més petits. Estan constituïts principalment per gotes d'aigua acompanyades, de vegades, de gotes de pluja o de neu granulada i, rarament, de cristalls i flocs de neu.

## Observació
Les diferències d'espessor permeten veure la llum del sol en els llocs més prims o en la separació entre els seus elements.
Hi ha totes les formes de transició entre estratocúmuls i estrats, d'una banda, i estratocúmuls i altocúmuls, de l'altra. Per distingir-los, cal recordar els matisos diferents del gruix dels núvols i de l'altura a la qual es troba la base.
També es poden formar a partir de cúmuls de bon temps a darrera hora de la tarda. Llavors es diferencien del seu origen per perdre gruix i per tenir la part superior molt més aplanada. Vistos per sobre, els Sc tenen un aspecte molt similar al que presenten vistos des de la perspectiva habitual per sota. Aquest aspecte vist de la muntanya és el que s'anomena mar de núvols. S'observen sovint mantells d'estratocúmuls a dos o més nivells, sempre amb la base per sota dels 2.000 metres.

## Característiques
Extenses zones dels oceans subtropicals i polars estan cobertes per massives capes d'estratocúmuls. Aquests poden organitzar-se en patrons distintius que actualment s'estan estudiant. En els subtròpics, cobreixen les vores dels anticiclons de les latituds entre 30 i 35º (horse latitude) i redueixen la quantitat d'energia solar absorbida per l'oceà. Quan deriven sobre la terra es redueix la calor a l'estiu i el fred a l'hivern. Si l'aire sobre la terra és prou humit i calent es poden desenvolupar núvols del tipus cúmulus o, més sovint, les làmines d'estratocúmuls gruixuts poden tenir un aspecte de nimboestrats. Aquí la distinció és per la quantitat d'aigua produïda. en les zones més seques ràpidament es dissipen semblant cumulus humilis.
Molt més sovint els estratocúmuls no donen precipitació, i si ho fan és molt lleugera en forma de pluja o neu. Tanmateix aquests núvols de vegades són el front o la cua de tempestes.
Són núvols aparentment similars als altocúmuls i sovint es confonen. Una prova simple per diferenciar-los és comparar la mida de les masses individuals o rotlles: apuntant el dit índex en la direcció del núvol, si el núvol és com la mida del polze, és un altocúmul; si, en canvi, és com tota la mà, és un estratocúmul.

## Classificació
El núvols estratocúmuls es poden dividir en dues principals varietats: Stratocumulus undulatus (en ona) i Stratocumulus cumuliformis (amb forma de cúmuls).

### Stratocumulus undulatus
Els Stratocumulus undulatus apareixen com ones gairebé paral·leles sense desenvolupament vertical significatiu. Normalment es classifiquen per la cobertura del cel.
Els Stratocumulus opacus és una capa fosca de núvols que cobreix totalment el cel sense interrupció. Tanmateix, la làmina del núvol no és completament uniforme i encara es poden veure les bases dels núvols separades. Si la capa del núvol passa a ser més grisa fins al punt que ja no es poden distingir els núvols individuals, els estratocúmuls es converteixen en altocumulus.
Els Stratocumulus perlucidus és una capa d'estratocúmuls amb petits espais que apareixen en patrons irregulars i es pot veure el cel clar o altres núvols més alts.
Els Stratocumulus translucidus són grups separats d'estratocúmuls, amb espais que deixen veure el cel clar o altres núvols més alts. En la majoria dels casos no hi ha precipitació.
Els Stratocumulus lenticularis són núvols separats i allargats. Són típics de les zonesw polars o en climes més càlids durant l'hivern. També es poden formar pel pas del vent en turons i muntanyes i en aquest cas tenen una forma molt regular.

### Stratocumulus cumuliformis
Els núvols Stratocumulus cumulifomis semblen cúmuls, pel fet de tenir un desenvolupament vertical significatiu. Es classifiquen per la seva forma.
Els Stratocumulus castellanus tenen forma de torres a la part de dalt. Semblen els cumulus castellanus, però en els stratocumulus castellanus sempre estan més o menys definides les capes de núvols. Els stratocumulus castellanus poden desenvolupar-se en cumulus congestus (i fins i tot en cumulonimbes) sota les condicions adequades.
Stratocumulus mammatus són un tipus de núvols mammatus.
Stratocumulus vesperalis són plans i allargats. Es formen al vespre.
Stratocumulus diurnalis es formen a baixes altituds (al contrari que stratocumulus vesperalis).